# مارك كوبر (لاعب كرة قدم أمريكية)
مارك كوبر (بالإنجليزية: Mark Cooper)‏ هو لاعب كرة قدم أمريكية أمريكي، ولد في 14 فبراير 1960 في كامدن في الولايات المتحدة.

## وصلات خارجية
- مارك كوبر على موقع مرجع كرة القدم المحترفة.كوم (الإنجليزية)